# West New York
West New York é uma cidade  localizada no estado americano de Nova Jérsei, no Condado de Hudson.

## Demografia
Segundo o censo americano de 2000, a sua população era de 45.768 habitantes.
Em 2006, foi estimada uma população de 46.398, um aumento de 630 (1.4%).

## Geografia
De acordo com o United States Census Bureau tem uma área de
3,4 km², dos quais 2,6 km² cobertos por terra e 0,8 km² cobertos por água.

## Localidades na vizinhança
O diagrama seguinte representa as localidades num raio de 8 km ao redor de West New York.